# Almadén
Almadén è un comune spagnolo di 6 830 abitanti situato nella comunità autonoma di Castiglia-La Mancia, nella provincia di Ciudad Real a 80 km circa a SO di questa città, sul versante N della Sierra de Almadén (contrafforte della Sierra Morena). Famosa per i suoi giacimenti di mercurio, tra i più ricchi del mondo, sfruttati sin dall'epoca preromana. Vi ha sede una scuola mineraria.

## Cultura

### Patrimonio dell'Umanità
Il 29 giugno 2012 le Miniere di Almadén nella provincia di Ciudad Real e quelle di Idria (Slovenia) furono inserite nella lista del Patrimonio dell'umanità dell'UNESCO. La decisione sulla candidatura congiunta di questi due siti fu adottata dal Comitato del Patrimonio dell'UNESCO, che celebrava la sua 36ª sessione a San Pietroburgo (Russia). Il Comitato ha riconosciuto il suo valore definendole come le miniere di mercurio più grandi del mondo ed esempi unici dell'estrazione di questo metallo lungo i secoli.
Nel 2021 le Miniere di Almadén hanno ottenuto il Marchio del patrimonio europeo.